# Balsareny de Segarra
Balsareny de Segarra és una obra de Veciana (Anoia) inclosa a l'Inventari del Patrimoni Arquitectònic de Catalunya.

## Descripció
Gran casal de pedra de planta rectangular i coberta de dos aiguavessos, de planta baixa i dos pisos d'alçada. Té un parell de construccions annexes també de pedra i una pallissa un xic allunyada també en pedra del país. El material construcció utilitzat és la pedra en sec.

## Història
La quadra de Balsarell o Balsareny de Segarra fou també, com Biure, una aprisió de la família dels Balsareny, i fou agregada a Durban vers el 1840. A partir de l'incendi del 1987 va quedar malmesa. Els propietaris se n'endegaren les teules.